# محمدو اندیایه
محمدو اندیایه (انگلیسی: Mahamadou N'Diaye؛ زادهٔ ۲۱ ژوئیهٔ ۱۹۹۰) بازیکن فوتبال متولد سنگال اهل مالی است.
از باشگاه‌هایی که در آن بازی کرده است می‌توان به باشگاه فوتبال الوداد کازابلانکا، باشگاه فوتبال تروا، و باشگاه فوتبال ویتوریا گیماریش اشاره کرد.
وی همچنین در تیم ملی فوتبال مالی بازی کرده است.